# Sotmossa
Sotmossa (Andreaea rupestris) är en bladmossart som beskrevs av Hedwig 1801. Sotmossa ingår i släktet sotmossor, och familjen Andreaeaceae. Arten är reproducerande i Sverige. Inga underarter finns listade i Catalogue of Life.

## Bildgalleri

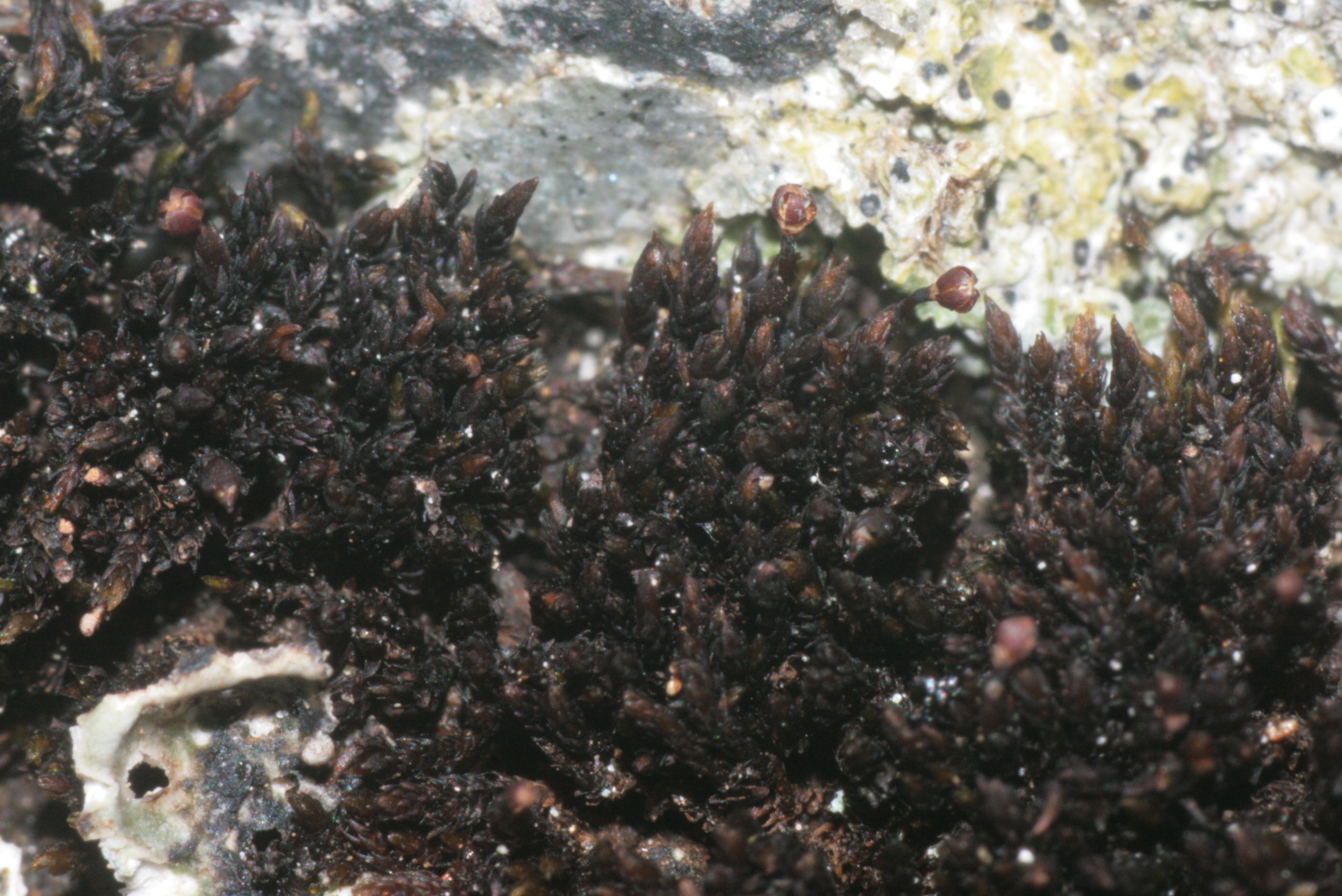
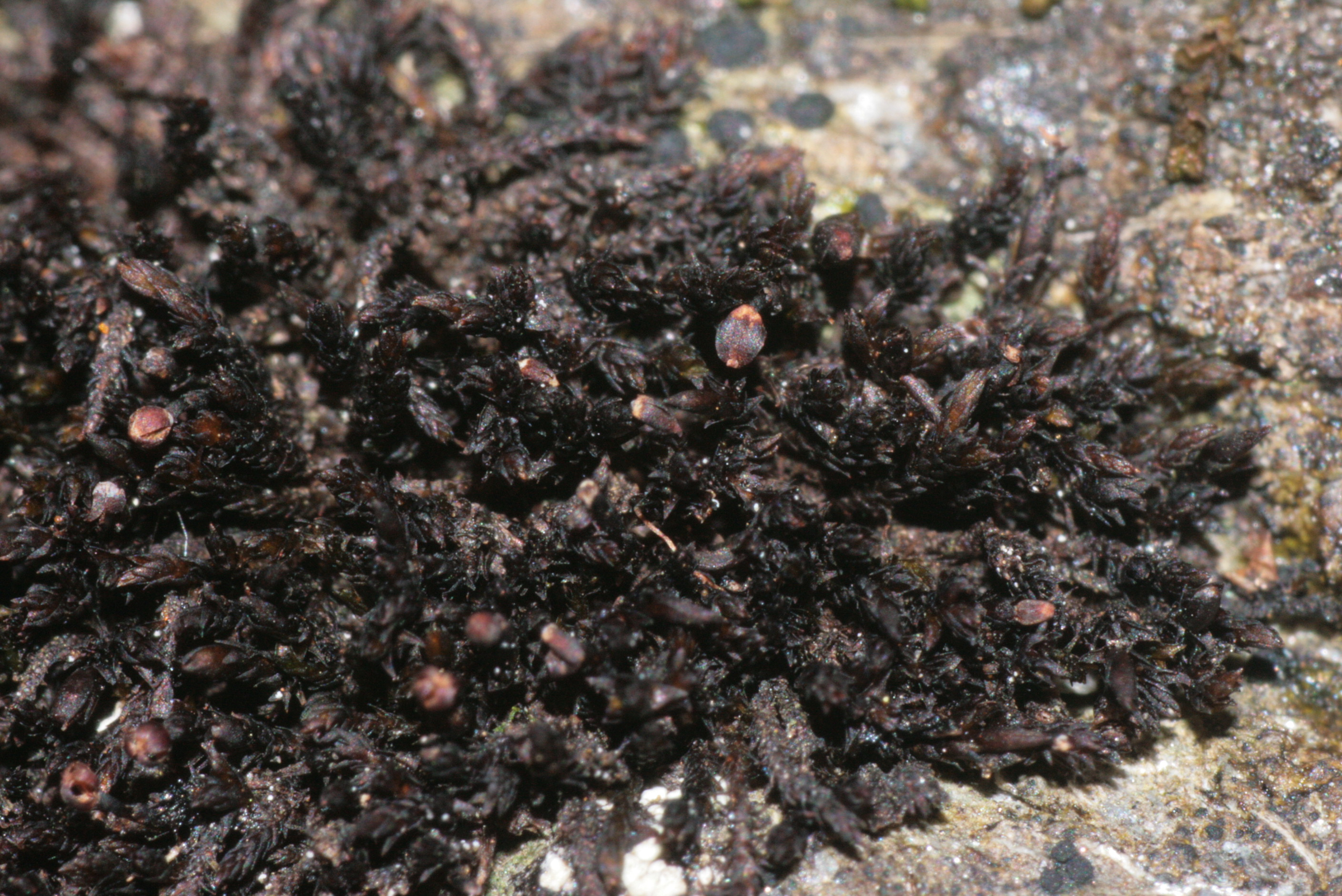
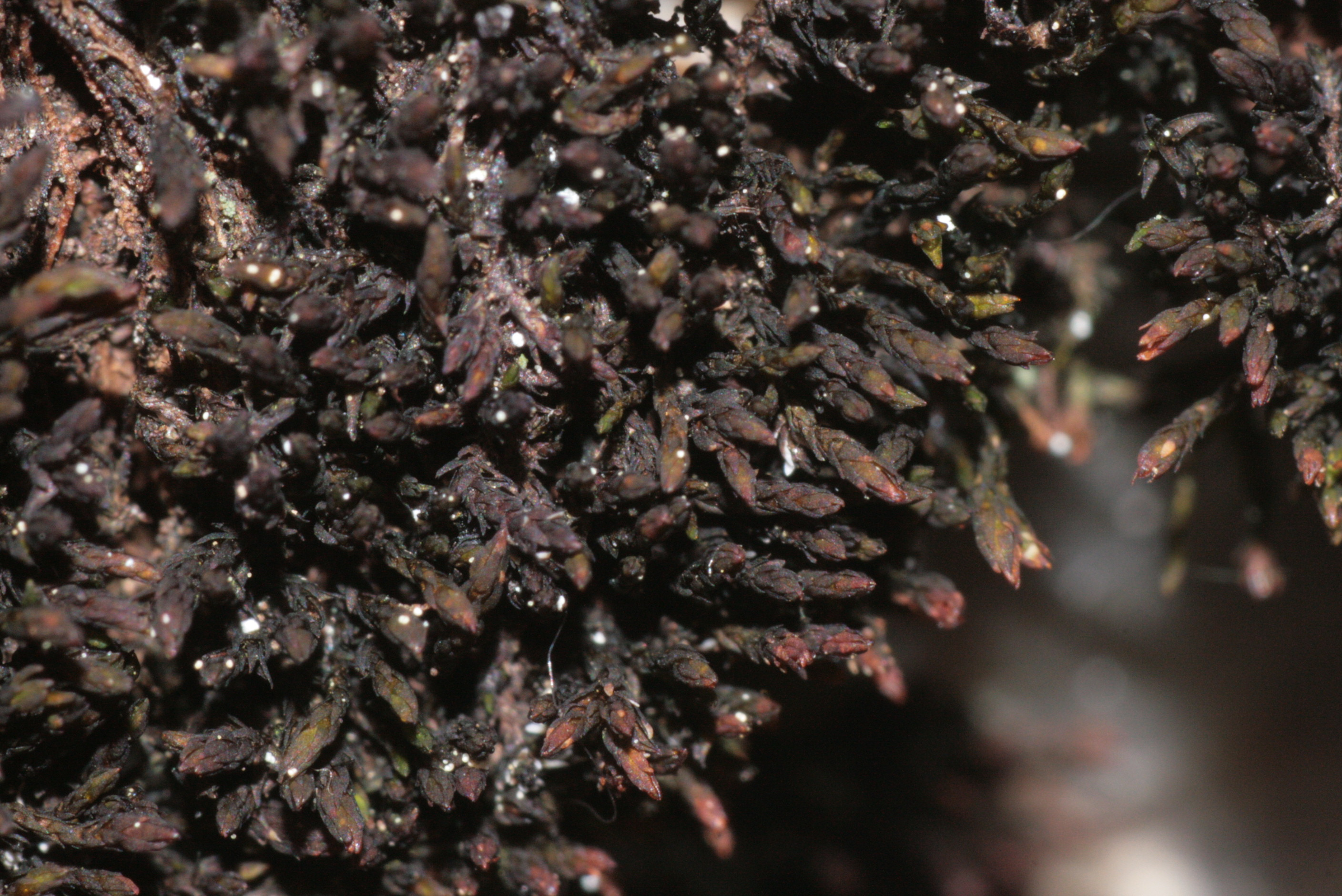
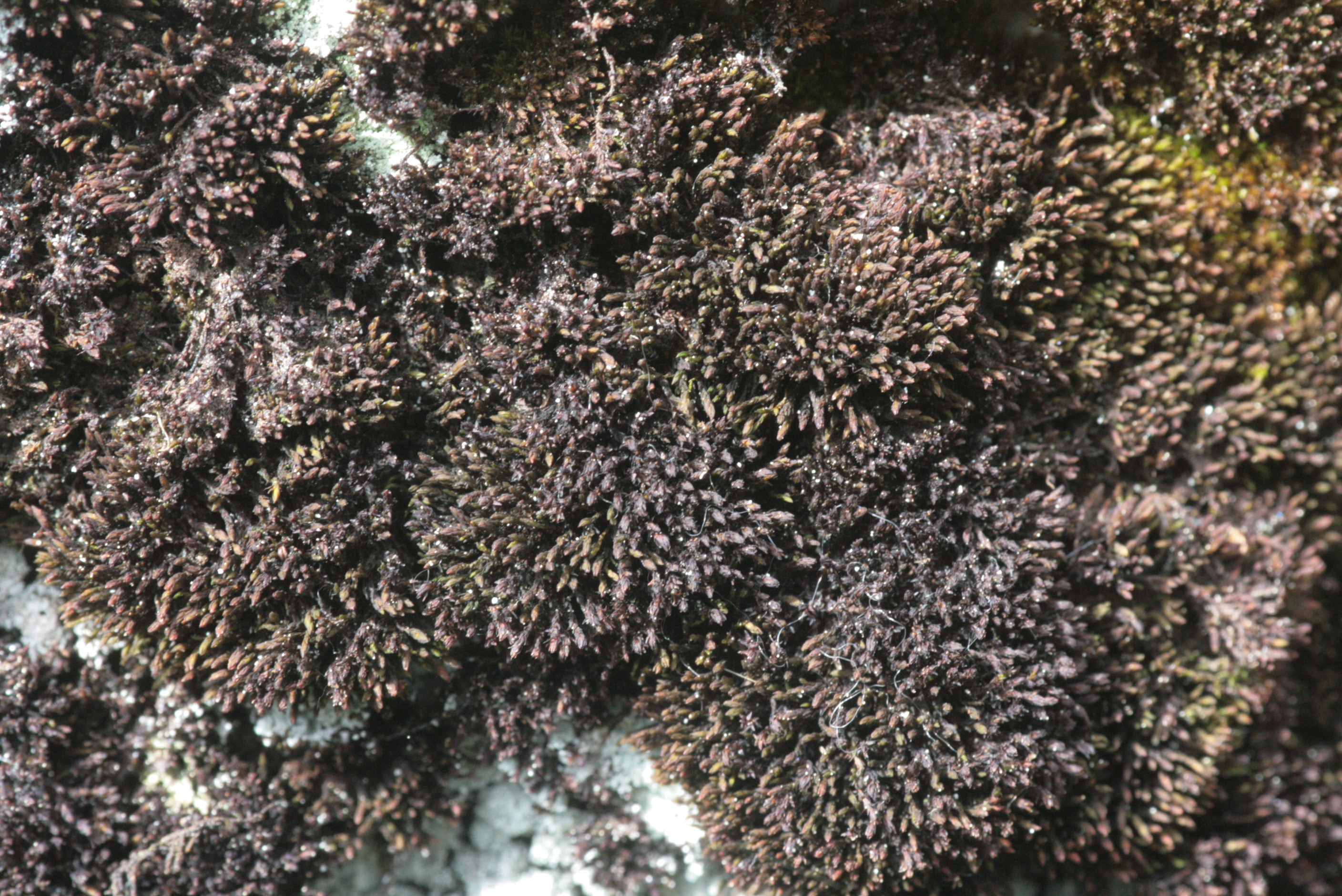
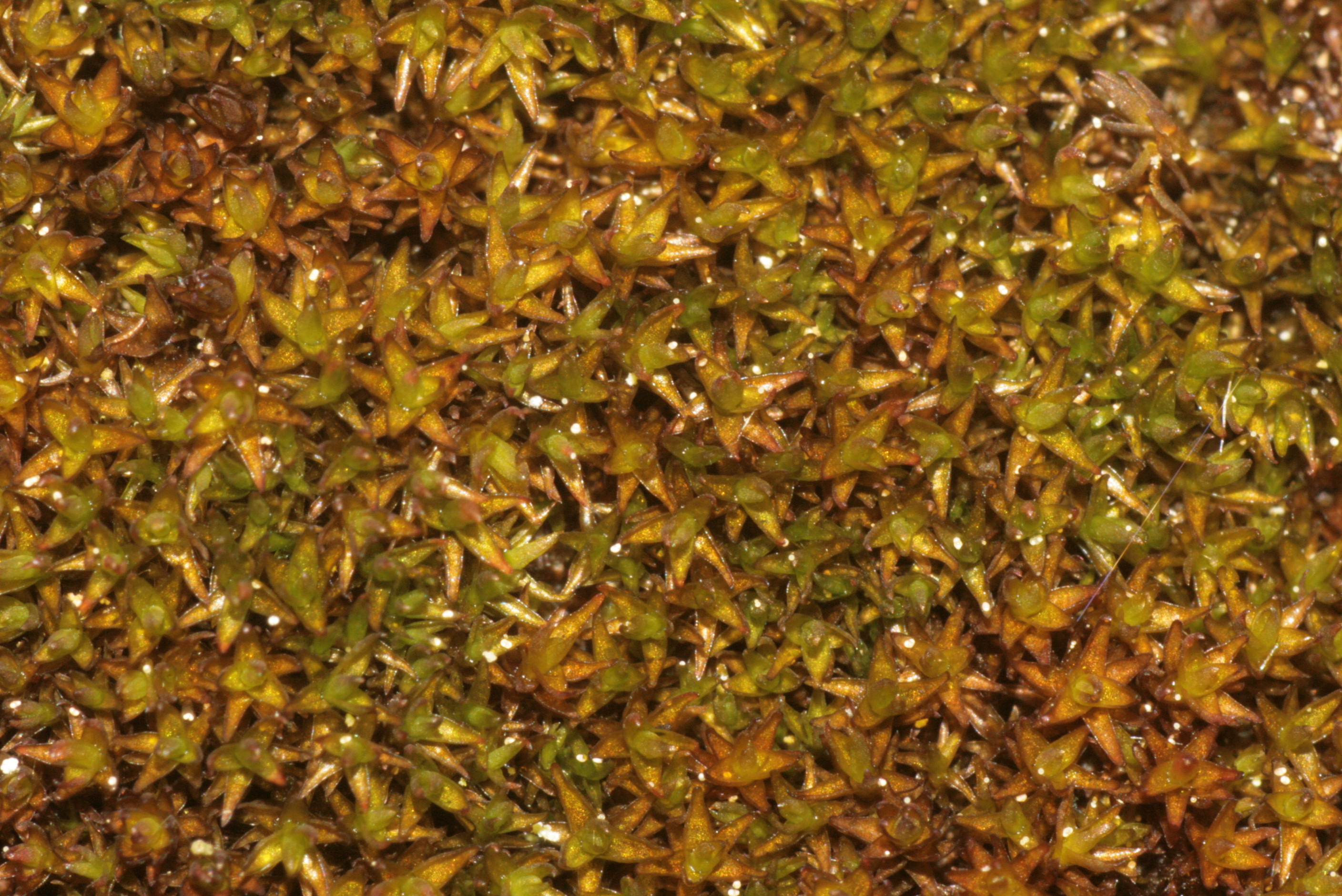
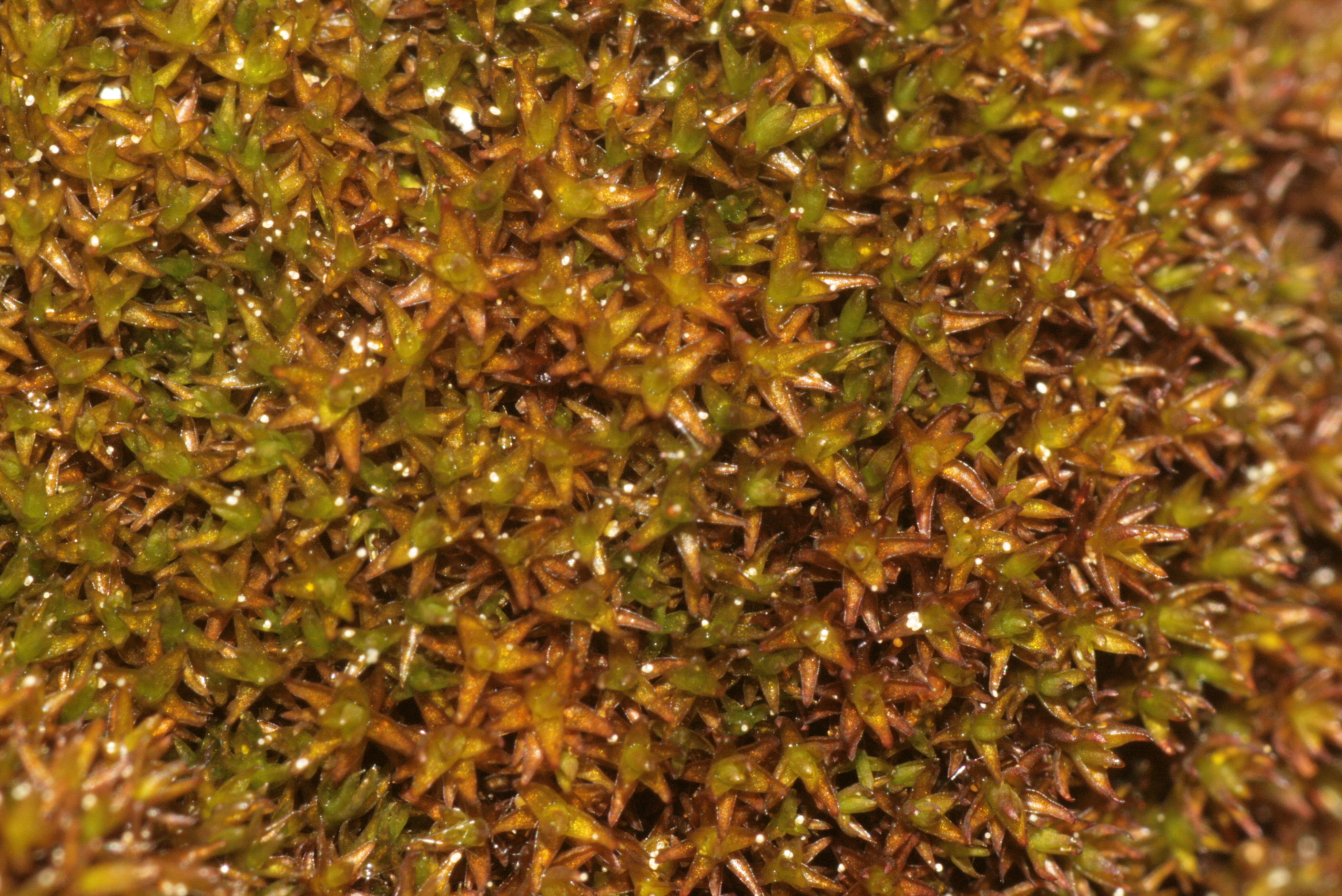